# Julian Sands

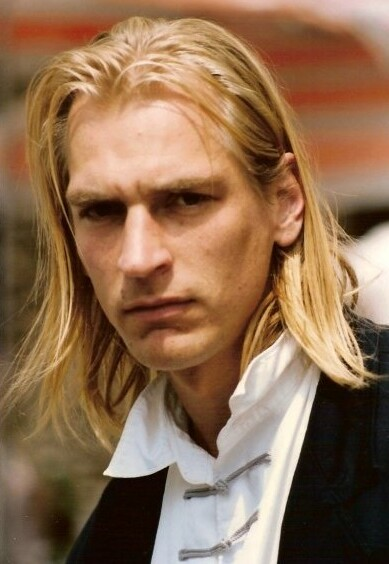
Julian Sands in 1990

Julian Sands (Otley (West Yorkshire), 4 januari 1958 – Mount San Antonio (Californië), januari 2023) was een Britse acteur.
Sands kwam uit een gezin van vijf kinderen. Hij studeerde aan het Lord Wandsworth College in Hampshire. Daarna volgde hij acteeropleidingen bij de Forum Theatre Company en de Central School of Speech and Drama in Londen. Op die laatste school ontmoette hij zijn eerste vrouw.
Sands filmcarrière begon met het spelen van diverse bijrollen. In 1984 speelde hij in de films Oxford Blues en The Killing Fields. In 1985 speelde hij een hoofdrol in de film A Room with a View, wat zijn doorbraak betekende. Hij verhuisde naar de Verenigde Staten om zijn acteercarrière in Hollywood voort te zetten. Hij speelde daar in diverse grote en kleine films, zoals in de film Warlock uit 1989. Hij speelde ook rolletjes in films als Arachnophobia, Boxing Helena en Leaving Las Vegas.
Voor het eerste seizoen van de tekenfilmserie Jackie Chan Adventures sprak Sands de stem in van het personage Valmont. Voor de seizoenen erna werd hij vervangen door de Britse acteurs Andrew Ableson en Greg Ellis. Sands is behalve in films ook te zien in diverse Amerikaanse televisieseries. Hij verscheen in het negende seizoen van Stargate SG-1 als een van de agenten van Ori. In 2006 was hij te zien in het vijfde seizoen van de actieserie 24 als de terrorist Vladimir Bierko.
Sands was twee keer getrouwd: met journaliste Sarah Harvey (tot 1987) en met schrijfster Evgenia Citkowitz (sinds 1990). Uit zijn eerste huwelijk kwam in 1985 een zoon voort. Hij kreeg twee dochters uit zijn tweede huwelijk.
Sands was een kunst- en antiekverzamelaar.
Op 13 januari 2023 werd Sands als vermist opgegeven na een wandeltocht op Mount San Antonio nabij Los Angeles, Californië. Op 27 juni 2023, ruim vijf maanden later, werd in het gebied waar Sands voor het laatst gezien was een stoffelijk overschot gevonden en geïdentificeerd als dat van Julian Sands.
De doodsoorzaak kon niet worden vastgesteld.

## Filmografie
Een onvolledige lijst van televisieseries en films waarin Sands gespeeld heeft.
| Jaar | Titel                                   | Rol                             | Opmerkingen            |
| ---- | --------------------------------------- | ------------------------------- | ---------------------- |
| 1984 | The Killing Fields                      | Jon Swain                       |                        |
| 1985 | The Doctor and the Devils               | Dr. Murray                      |                        |
| 1985 | After Darkness                          | Laurence Hunningford            |                        |
| 1985 | A Room with a View                      | George Emerson                  |                        |
| 1986 | Harem                                   | Forest                          |                        |
| 1986 | Gothic                                  | Shelley                         |                        |
| 1987 | Siesta                                  | Kit                             |                        |
| 1988 | Wherever You Are...                     | Julian                          | tv-film                |
| 1989 | Warlock                                 | Warlock                         |                        |
| 1989 | Tennessee Nights                        | Wolfgang Leighton               |                        |
| 1989 | Manika, une Vie Plus Tard               | Père Daniel Mahoney             |                        |
| 1989 | Murder on the Moon                      | Maj. Stepan Kirilenko           |                        |
| 1990 | Arachnophobia                           | Prof. James Atherton            |                        |
| 1990 | Il Sole Anche di Notte                  | Sergio Giuramondo               |                        |
| 1991 | Cattiva                                 | Gustav                          |                        |
| 1991 | La Villa del Venerdì                    | Stefan                          |                        |
| 1991 | Naked Lunch                             | Yves Cloquet                    |                        |
| 1991 | Impromptu                               | Franz Liszt                     |                        |
| 1992 | Tale of a Vampire                       | Alex                            |                        |
| 1992 | The Turn of the Screw                   | Mr. Cooper                      |                        |
| 1993 | Boxing Helena                           | Doctor Nick Cavanaugh           |                        |
| 1993 | Warlock: The Armageddon                 | Warlock                         |                        |
| 1994 | Mario und der Zauberer                  | Herr Fuhrmann                   |                        |
| 1994 | The Browning Version                    | Tom Gilbert                     |                        |
| 1995 | Leaving Las Vegas                       | Yuri                            |                        |
| 1996 | The Tomorrow Man                        | Ken                             |                        |
| 1998 | Il fantasma dell'opera                  | Het Fantoom                     |                        |
| 2000 | Timecode                                | Quentin, de masseur             |                        |
| 2000 | Vatel                                   | Lodewijk XIV                    |                        |
| 2000 | The Million Dollar Hotel                | Terence Scopey                  |                        |
| 2000 | Jackie Chan Adventures                  | Valmont                         | animatieserie, stemrol |
| 2002 | Rose Red                                | Nick Hardaway                   | miniserie              |
| 2002 | The Scoundrel's Wife                    | Dokter Lenz                     |                        |
| 2003 | The Medallion                           | Snakehead                       |                        |
| 2004 | Romasanta                               | Manuel Romasanta                |                        |
| 2004 | Curse of the Ring                       | Hagen                           |                        |
| 2005 | 24                                      | Vladimir Bierko                 | televisieserie         |
| 2006 | The Haunted Airman                      | Dr. Hal Burns                   |                        |
| 2007 | Ocean's Thirteen                        | Greco Montgomery                |                        |
| 2008 | Lipstick Jungle                         | Hector Matrick                  | televisieserie         |
| 2009 | Blood and Bone                          | Franklin McVeigh                |                        |
| 2011 | The Girl with the Dragon Tattoo         | jonge Henrik Vanger             |                        |
| 2016 | El Elegido                              | Kotov                           |                        |
| 2016 | The Loner                               | Evgeny                          |                        |
| 2017 | Agatha Christie's Crooked House         | Philip Leonides                 |                        |
| 2018 | Medici                                  | Piero de' Medici                | televisieserie         |
| 2018 | Trautmann                               | Tilson                          |                        |
| 2019 | The Garden of Evening Mists             | Frederik Gemmell (in jaren '80) |                        |
| 2019 | The Painted Bird                        | Garbos                          |                        |
| 2020 | Yeh Ballet                              | Saul Aaron                      | Netflix                |
| 2021 | Death Rider in the House of Vampires    | Graaf Holliday                  |                        |
| 2021 | Benediction                             | Hoofd medisch officier          |                        |
| 2021 | The Survivalist                         | Heath                           |                        |
| 2022 | The Ghosts of Monday                    | Bruce                           |                        |
| 2023 | Seneca - On the Creation of Earthquakes | Rufus                           |                        |